# Мунтян, Раду
Раду Мунтян (рум. Radu Muntean; род. 8 июня 1971, Бухарест, Румыния) — румынский кинорежиссер и сценарист.

## Биография
Раду Мунтян родился 8 июня 1971 года в Бухаресте в Румынии. В 1994 году окончил Академию театра и кино на факультете кинорежиссуры. С 1996 по настоящее время, он снял более 400 рекламных роликов и получил более 40 национальных и международных наград в рекламных фестивалях.
В 1999 году он был преподавателем в университете Медиа, факультет кинорежиссуры. Его дебютный фильм «Гнев» получил награду UCIN. Второй художественный фильм «Бумага будет синей» открыл Международный фестиваль конкурса Локарно. Третий фильм «Буги» был выбран для фестиваля «Quinzaine Realisateurs».